# Olios inaequipes
Olios inaequipes là một loài nhện trong họ Sparassidae.
Loài này thuộc chi Olios. Olios inaequipes được Eugène Simon miêu tả năm 1890.